# Liste der Bischöfe von Győr
Die folgenden Personen waren Bischöfe des Bistums Győr bzw. Raab:
- Modestus (1009–1037)
- Nikolaus I. (ca. 1051-ca. 1055)
- Hartwig
- Georg (1111–1118)
- Ambrose (1124–1125/1131)
- Peter I. (1134–1135)
- Paul (1137–1138)
- Zacheus (1142–1146)
- Izbeg (1150–ca. 1156)
- Gervasius (1156–1157)
- Andreas I. (vor 1176)
- Mikud (1176–ca. 1186)
- Ugrin Csák (ca. 1188–1204)
- Peter II. (1205–1207)
- Cosmas (1219–1222)
- Gergely (1223–1241)
- Benedikt Osl (1243–1244)
- Artolf (1245–1251)
- Amadeus II. (1254–1267)
- Farkash Beic (1268–1269)
- Denis (1270–1285)
- Dyonisius (1285–??)
- Andreas II. (1291–1293)
- Tivadar Tengerdi (1295–1308)
- Nicolas II. Kőszegi (1308–1336)
- Koloman von Raab (1336–1375)
- Johannes I. von Surdis (1375–1376)
- Peter II. Siklósi (1376–1377)
- Wilhelm (1378–1386)
- Thomas (1386)
- Johannes II. Hédervári (1386–1415)
- Kelemen Molnár (1417–1438)
- Benedikt Mihályfia (1439–1444)
- Ágoston Salánki (1445–1466)
- Demeter Csupor Monoszlói (1466–1480)
- Orbán Dóczy von Nagylúcse (1481–1486) (auch Bischof von Erlau und Administrator von Wien)
- Tamás Bakócz (1486–1491) (auch Erzbischof von Gran)
- Ferenc Szatmári[1] (1495–1509)
- János Gosztonyi[2] (1510–1524)
- Balázs Paksy (1525–1526)
- František Ujlaky (1540 bis 3. August 1554) (auch Bischof von Erlau)
- Pál Gregoriáncz[3] (3. August 1554 bis 1565)
- Zakariás Delfini[4] (1. November 1565 bis 31. Januar 1573) Administrator
- János Liszthi (31. Januar 1573 bis 1578)
- Juraj (Georg, György) Drašković (1578–1587)
- Péter Heresinczy[5] (26. Oktober 1587 bis 10. Juni 1590)
- János Kutassy[6] (23. September 1592 bis 1597)
- Márton Pethe[7] (1598 bis 3. Oktober 1605)
- Demeter Naprághy (1606–1619)
- Bálint Lépes[8] (29. März 1619 bis 26. April 1623)
- Miklós Dallos[9] (5. Mai 1623 bis 17. Februar 1630)
- István Sennyey[10] (25. Februar 1630 bis 22. Oktober 1635)
- György Drašković (1635–1650)
- János Püsky (1651–1657)
- György Szécsényi (1658–1685)
- Leopold Karl von Kollonitsch (1685–1695) (auch Erzbischof von Gran und Kalocsa)
- Kardinal Christian August von Sachsen-Zeitz (1696–1725) (auch Erzbischof von Gran)
- Philipp Ludwig von Sinzendorf (1726–1732) (auch Bischof von Breslau)
- Adolf Groll (1733–1743)
- Ferenc Zichy (1743–1783)
- Joseph Christian Fengler (1787–1802)
- Josef Ignaz Vilt (Wilt) (1808 bis 5. Oktober 1813) (auch Bischof von Belgrad)
- Ernst von Schwarzenberg (1818–1821)
- Antal Juranits (1825–1837)
- János Sztankovits (1838–1848)
- Anton (Antal) Karner[11][12] (7. Januar 1850 bis 30. September 1856)
- János Simor (19. März 1857 bis 22. Februar 1867) (auch Erzbischof von Gran)
- János Zalka (27. März 1867 bis 16. Januar 1901)
- Miklós Széchényi (16. Dezember 1901 bis 20. April 1911)
- Árpád Lipót Várady (22. April 1911 bis 25. Mai 1914) (auch Erzbischof von Kalocsa)
- Antal Fetser (22. Januar 1915 bis 6. Oktober 1933)
- István Breyer (1933–1940)
- Seliger Vilmos Apor (21. Januar 1941 bis 1. April 1945)
- Kálmán Papp (3. Mai 1946 bis 28. Juli 1966)
- József Bánk (1966–1968)
- József Kacziba (1968–1975)
- Kornél Pataky (Pataki) (2. April 1976 bis 18. März 1991)
- Lajos Pápai (18. März 1991 bis 17. Mai 2016)
- András Veres (seit 17. Mai 2016)